# Các Mối phúc

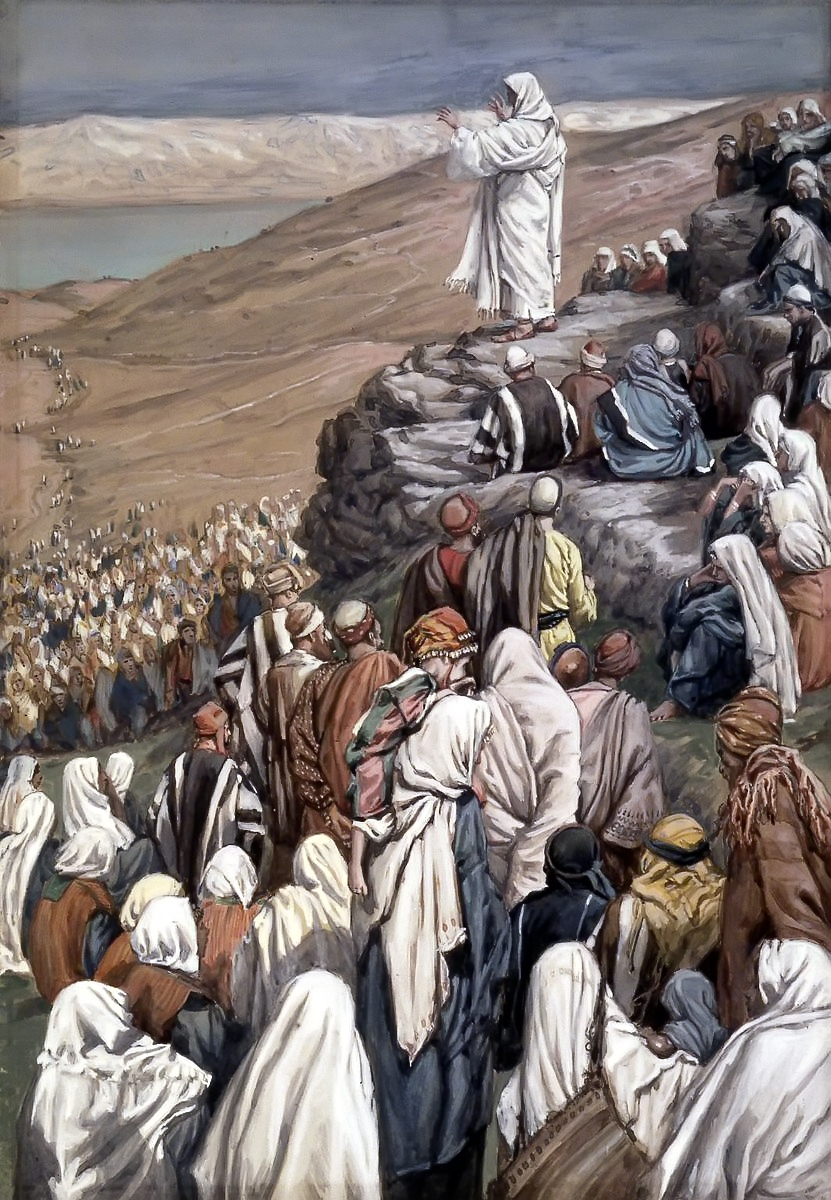
Tranh minh hoạ: Bài giảng về các mối phúc (1886-96) của James Tissot trong loạt phim Cuộc đời Chúa Kitô, Bảo tàng Brooklyn

Các Mối Phúc (Beatitudes) hay Tám Mối Phúc thật là phần trọng tâm, được biết đến nhiều nhất và yêu thích nhất của Bài giảng trên núi, được ký thuật trong các sách Phúc âm Matthew và Phúc âm Luca. Trong đó, Chúa Giê-su miêu tả các phẩm chất của người được hưởng Nước Thiên đàng, tuần tự từng phẩm chất một. Được xem là các đặc điểm của người được Thiên Chúa chúc phúc, không nên xem xét các phước hạnh này theo tiêu chuẩn "trần thế", nhưng khi được nhìn xem từ quan điểm của thiên đàng, chúng thật sự là các chân phúc (mối phúc thật).
Các mối phúc, theo nguyên ngữ Hi văn, nên được hiểu là "niềm vui thoả tận đáy lòng mà không phụ thuộc vào hoàn cảnh sống".
Các mối phúc đã sớm được trích dẫn trong Phụng vụ Thánh thiêng (Divine Liturgy) của John Chrysostom, đến nay vẫn được xem là giáo nghi được yêu thích nhất của Giáo hội Chính thống Đông phương.

## Trích dẫn các Tin mừng
Trong khi Mat-thêu ghi lại Tám mối phúc thật thì Luca lại ghi lại bốn chúc lành và bốn chúc dữ

### Mat-thêu 5.2-12
Người mở miệng dạy họ rằng:
Phúc thay ai có tâm hồn nghèo khó vì Nước Trời là của họ.
Phúc thay ai hiền lành, vì họ sẽ được Đất Hứa làm gia nghiệp.
Phúc thay ai sầu khổ, vì họ sẽ được Thiên Chúa ủi an.
Phúc thay ai khát khao nên người công chính, vì họ sẽ được Thiên Chúa cho thoả lòng.
Phúc thay ai xót thương người, vì họ sẽ được Thiên Chúa xót thương.
Phúc thay ai có tâm hồn trong sạch, vì họ sẽ được nhìn thấy Thiên Chúa.
Phúc thay ai xây dựng hoà bình, vì họ sẽ được gọi là con Thiên Chúa.
Phúc thay ai bị bách hại vì sống công chính, vì Nước Trời là của họ.
Phúc thay anh em khi vì Thầy mà bị người ta sỉ vả, bách hại và vu khống đủ điều xấu xa. Anh em hãy vui mừng hớn hở, vì phần thưởng dành cho anh em ở trên trời thật lớn lao.

### Luca 6.20-26
Đức Giê-su ngước mắt lên nhìn các môn đệ và nói:
Phúc cho anh em là những kẻ nghèo khó, vì Nước Thiên Chúa là của anh em.
Phúc cho anh em là những kẻ bây giờ đang phải đói, vì Thiên Chúa sẽ cho anh em được no lòng.
Phúc cho anh em là những kẻ bây giờ đang phải khóc, vì anh em sẽ được vui cười.
Phúc cho anh em khi vì Con người mà bị người ta oán ghét, khai trừ, sỉ vả và bị xoá tên như đồ xấu xa. Ngày đó, anh em hãy vui mừng nhảy múa, vì này đây phần thưởng dành cho anh em ở trên trời thật lớn lao. Bởi lẽ các ngôn sứ cũng đã từng bị cha ông họ đối xử như thế.
Nhưng khốn cho các ngươi là những kẻ giàu có, vì các ngươi đã được phần an ủi của mình rồi.
Khốn cho các ngươi, hỡi những kẻ bây giờ đang được no nê, vì các ngươi sẽ phải đói.
Khốn cho các ngươi, hỡi những kẻ bây giờ đang được vui cười, vì các ngươi sẽ phải sầu khổ khóc than.
Khốn cho các ngươi khi được mọi người ca tụng, vì các ngôn sứ giả cũng đã từng được cha ông họ đối xử như thế.